# Dominique-François de Sohet
Dominique-François de Sohet, né à Chooz le 2 août 1728 et mort dans le même lieu le 3 mai 1811, est un jurisconsulte et magistrat de la principauté de Liège
Connaisseur émérite du droit liégeois et de sa pratique, Sohet est surtout connu pour son projet de compiler l'ensemble pratique du droit liégeois dans ses Instituts de droit. Ouvrage de référence pour l'étude de la pratique juridique de la principauté, il est encore aujourd'hui considéré comme un précurseur des grandes codifications qui suivront. Sohet fut d'ailleurs convié à Paris par le Premier consul pour s'intéresser au projet du Code civil.
Malgré le peu d'intérêt qui lui est porté, il est toujours aujourd'hui considéré comme l'un des plus grands juristes liégeois avec Charles de Méan et Mathias-Guillaume de Louvrex. 

## Biographie
Dominique-François de Sohet nait le 2 août 1728 dans le petit village de Chooz, qui faisait alors partie de la principauté abbatiale de Stavelot-Malmedy. Il provient d'une famille prétendant, peut-être à raison, être d'origine noble.
Après avoir réussi sa formation au collège des jésuites de Dinant et débuté des études de philosophie à l'université de Louvain, il se redirige finalement dans des études de Droit à l'université de Douai. Il y obtient le diplôme de bachelier le 31 août 1749 suivi de celui de licencié ès-lois le 12 septembre. 
En 1752, à la mort de son père, il prend les fonctions de "mayeur et échevin de la cour et justice de Chooz". À ce titre, il représentait son souverain et était chargé de l'exécution de ses ordonnances et des décisions rendues en son nom par le juridiction. Prenant à cœur ses nouvelles fonctions, il reçoit dès 1760 l'honneur d'être nommé conseiller intime du prince-abbé.
En 1758, Sohet s'inscrivit au barreau de la Cour spirituelle de Liège, où pourtant il ne résida jamais et plaida peu. En 1774, deux ans après le rattachement de la seigneurie de Chooz au royaume de France, il s'inscrivit aussi comme avocat devant le parlement de Flandres à Douai. Il y connut probablement Merlin de Douai, qui plus tard le méprisa avec hauteur.
En 1762, il est nommé lieutenant-prévôt de la baronnie d'Hierges par le duc d'Arenberg, alors seigneur de ce lieu. Cette fonction, compilée à celles qu'il exerce déjà, lui permettent d'obtenir une connaissance aigüe de la pratique du droit liégeois, alors applicable dans ces territoires.
Grâce à ses talents et malgré les troubles politiques, Sohet fut élu juge de paix du canton de Chooz dès 1790 et put donc continuer d'exercer fidèlement les fonctions qu'il exerçaient depuis presque 38 ans. Il ne quitta ses fonctions que dix ans plus tard, lors du rattachement de son canton judiciaire à celui de Givet.
En 1800, lors de la reprise des projets de Code civil, Sohet fut l'un des nombreux jurisconsultes invités à se rendre à Paris pour participer à la codification. Même si l'on ignore quel fut son impact et son influence réelle, on sait qu'il était estimé des membres de la plupart des membres de la commission et de Bonaparte lui-même, de qui il reçoit une lettre très flatteuse. Certains remarquent cependant la similitude entre les structures du Code civil et des Instituts de Sohet.
On ignore aujourd'hui ce que fit réellement Sohet durant les dernières années de sa vie. Sans poste au sein de grandes juridictions, sans emploi public prestigieux, on peut imaginer qu'il resta tranquillement dans son rôle de consultant juridique jusqu'à sa mort le 3 mai 1811.

## Son œuvre: lesInstituts de droit
- Dominique-François de Sohet, Instituts de droit ou sommaire de jurisprudence canonique, civile, féodale et criminelle, pour les pays de Liège, de Luxembourg, Namur et autres, 1772 (lire en ligne)

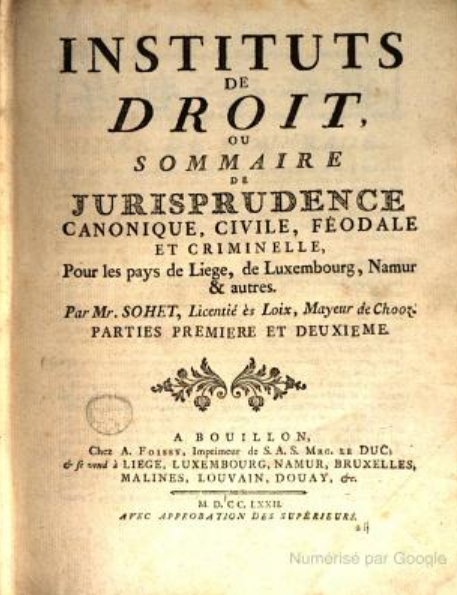
Première page des Instituts de droit.

Dès 1760, Sohet avait exprimé son projet d'un répertoire pratique compilant le droit liégeois, accompagné si possible par le droit luxembourgeois et namurois (avec aussi des mentions des législations des autres territoires des Pays-bas autrichiens). Projet titanesque, l'objectif n'était rien de moins que de commenter l'ensemble des matières juridiques de cette société d'Ancien Régime : droit constitutionnel, privé, canonique, féodal, pénal, administratif, procédural ainsi que les grandes notions jurisprudentielles, et même des principes que l'on rattacherait aujourd'hui au droit international privé. Après un travail colossal, il put terminer son Nouveau traité de la jurisprudence civile, canonique, féodale et criminelle à l'usage des pays de Liège et autres mais qui ne fut malheureusement jamais publié.
Désirant peut-être aller plus loin que la simple compilation, certains estiment que Sohet eut pour véritable projet la codification du droit liégeois, idée résolument novatrice et même précurseuse. Cependant, ce projet n'aboutit jamais en raison de l'opposition que lui témoigna le chapitre de la cathédrale Saint-Lambert, qui constituait alors l'ordre primaire et dont l'accord était nécessaire pour promulguer une loi. Sohet vit donc ses ambitions à la baisse et réduisit les commentaires afin de faciliter l'impression de l'ouvrage. La publication se fit finalement entre 1770 et 1781.
L'ouvrage est divisé en plusieurs parties, chacune traitant de domaines juridiques particuliers. Le Traité préliminaire expose la situation politique et religieuse des entités formant les Pays-Bas autrichiens et le Pays de Liège, et indique de plus les grands principes juridiques et judiciaires en leurs seins. Le Livre I se rapporte aux personnes privées et publiques, ainsi qu'aux règles et prérogatives qui s'appliquent sur elles. Le Livre II liste les différentes catégories de choses qu'elles soient sacrées, publiques ou particulières. Le Livre III compile l'essentiel du droit privé, tant au niveau des obligations que des biens. Le Livre IV explique le droit judiciaire et de la procédure civile, tandis que le Livre V s'occupe du droit pénal et de la procédure criminelle.
Par son ampleur et la qualité du travail accompli par Sohet, l'ouvrage pourrait mériter le surnom de Pandectes liégeoises.

## Hommages
En 1866, la ville de Liège voulant « tirer d'un oubli injuste le nom du fameux jurisconsulte liégeois » décida de baptiser une rue du nom de Sohet.